# Pareulepis wyvillei
Pareulepis wyvillei är en ringmaskart som först beskrevs av McIntosh 1885.  Pareulepis wyvillei ingår i släktet Pareulepis och familjen Eulepethidae.
Artens utbredningsområde är Röda havet. Inga underarter finns listade i Catalogue of Life.